# Судзуки, Айри
Айри Судзуки (яп. 鈴木 愛理 Судзуки Айри, род. 12 апреля 1994, префектура Гифу; выросла в префектуре Тиба, Япония) — японский идол и певица.

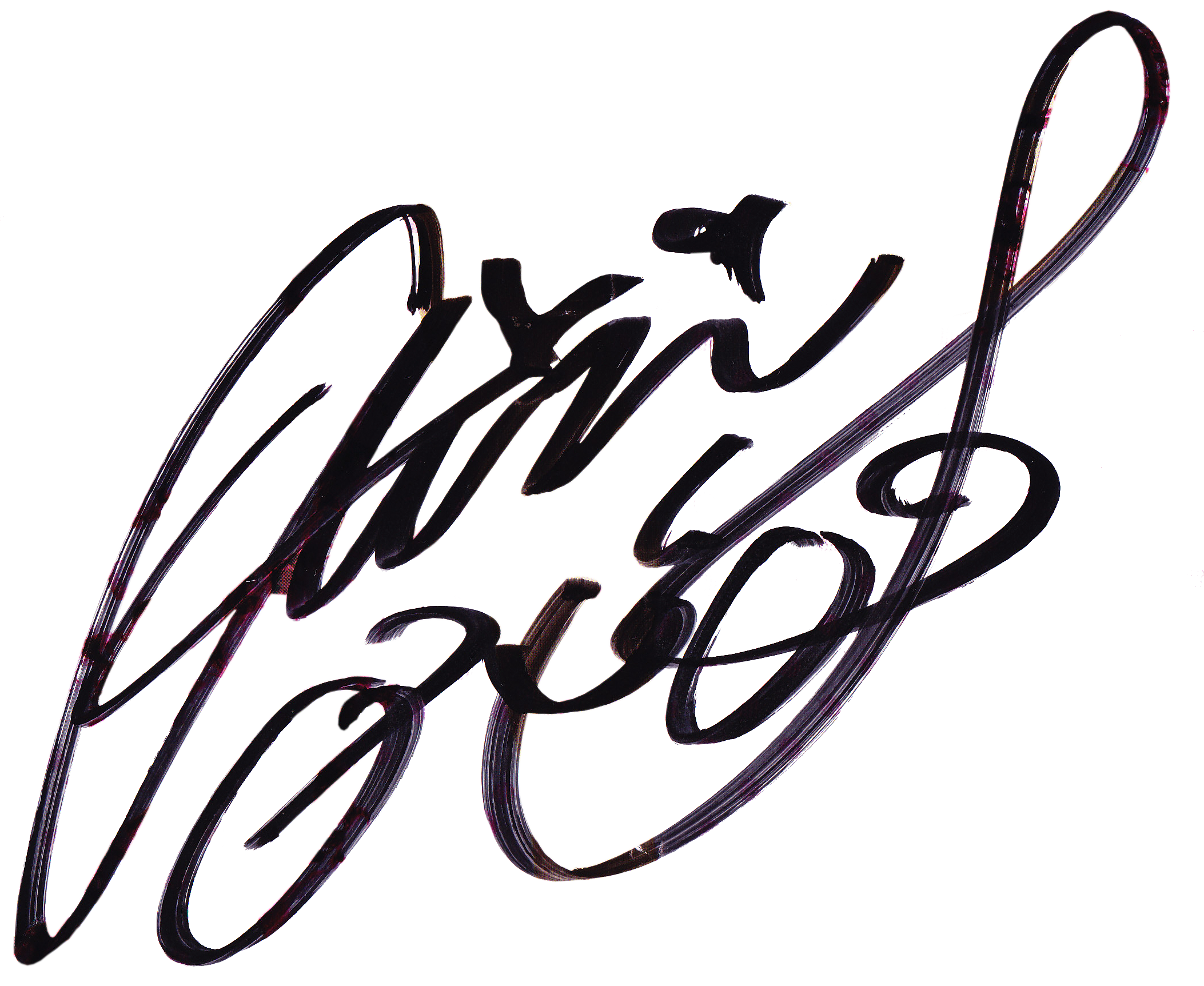
Автограф Айри Судзуки.

Айри Судзуки входит в состав групп °C-ute и Buono!. Её родители, Тору и Кёко Судзуки — профессиональные гольфисты. Кёко Судзуки уже покинула большой спорт, а Тору Судзуки продолжает выступать, в 2009 году выиграв свой 8-й по счёту турнир.
На май 2008 года рост Айри составлял 159.8 см, а по последним данным уже достиг 161 см.

## Биография

### 2002
В 2002 году Айри Судзуки приняла участие в масштабном прослушивании для Hello! Project Kids, собравшем 27958 кандидаток. Айри оказалась в числе 15 победителей.

### 2003
Её первой работой была временная группа 4Kids, снимавшаяся в фильме «Mini Moni ja Movie: Okashi na Daibouken!» с участием группы Mini Moni, вышедшем в конце 2002 года.
Позже в том же году Айри Судзуки была введена в состав ещё одной группы, Aa!, вместе с Рэйной Танака из Morning Musume и другой участницей Hello! Project Kids, Мияби Нацуяки. Их единственный сингл, «FIRST KISS», вышел 19 октября 2003 года. На тот момент ей было 9 лет 6 месяцев и 17 дней, и она была самой молодой ведущей вокалисткой на сингле Hello! Project.

### 2005—2006
11 июня 2005 года была анонсирована новая группа °C-ute, в которую Айри Судзуки вошла вместе с шестью другими участницами Hello! Project Kids. Позже, в 2006 году, к ним присоединилась Канна Арихара, и группа выпустила первый сингл.

### 2007
В 2007 году Айри Судзуки, Момоко Цугунага и Мияби Нацуяки из Berryz Kobo составили новую группу Buono!. О создании группы было объявлено 21 июля. Первый сингл Buono! вышел 31 октября.

### 2009
В июне 2009 года Айри выпустила уже четвёртую свою фотокнигу, «Aoiro».

### 2010
В конце октября 2010 года Айри появилась на обложке декабрьского номера журнала «UP to boy» вместе с Маю Ватанабэ из группы AKB48 в первой фотоколлаборации между AKB48 и Hello! Project.
В ноябре 2010 года стало известно, что Айри Судзуки сыграет в фильме ужасов «Keitai Kanojo», релиз которого на DVD намечен на апрель. Судзуки получила главную роль в фильме — роль школьницы, расследующую убийства, связанные с симулятором свиданий.

## Личная жизнь
По состоянию на декабрь 2022 года встречалась с Ао Танакой — футболистом сборной Японии, забившим 1 декабря на чемпионате мира в Катаре победный гол в ворота Испании.

## Дискография
Список релизов группы Cute см. в дискографии Cute.

### DVD
| № | Название                                                                                 | Дата выхода     | Место                   | Лейбл / Примечания |
| № | Название                                                                                 | Дата выхода     | Oricon Weekly DVD Chart | Лейбл / Примечания |
| - | ---------------------------------------------------------------------------------------- | --------------- | ----------------------- | ------------------ |
| 1 | °C-ute Suzuki Airi in Okinawa AIRI'S CLASSIC (яп. ℃-ute 鈴木愛理 in 沖縄 AIRI'S CLASSIC) | 25 июня 2008    | 45                      | Zetima             |
| 2 | Pure Blue                                                                                | 1 июля 2009     | 27                      | Zetima             |
| 3 | Natsu Yasumi (яп. 夏休み)                                                                | 25 августа 2010 | 63                      | Zetima             |
| 4 | Kibun Tenkan (яп. 気分てんかん)                                                          | 13 июля 2011    | 44                      | Zetima             |
| 5 | Natsu Karada (яп. 夏カラダ)                                                              | 8 августа 2011  | 73                      | Zetima             |

## Фильмография
| Год  |   | Название                                                                                               | Роль                     |
| ---- | - | --- | ------------------------ |
| 2002 | ф | Mini Moni ja Movie: Okashi na Daibouken! (яп. ミニモニ。じゃ ムービー お菓子な大冒険！) (декабрь 2002) | Имя персонажа не указано |
| 2008 | с | Hitmaker Aku Yuu Monogatari (яп. ヒットメーカー 阿久悠物語)                                            | Имя персонажа не указано |
| 2011 | ф | Keitai Kanojo (яп. 携帯彼女) (6 апреля 2011)                                                           | Имя персонажа не указано |
| 2011 | ф | Vampire Stories (яп. ヴァンパイア・ストーリーズ) (22 июня 2011)                                        | Имя персонажа не указано |
| 2011 | ф | Gomennasai (яп. ゴメンナサイ) (29 октября 2011)                                                        | Имя персонажа не указано |
| 2011 | ф | Ousama Game (яп. 王様ゲーム) (2011)                                                                    | Имя персонажа не указано |

### Фотокниги
- Airi (яп.  愛理) (19 мая 2007 года)
- CLEAR (5 декабря 2007 года)
- 6gatsu no Kajitsu (яп. 6月の果実, Июньский фрукт) (20 июня 2008 года)
- Aoiro (яп. 蒼色, Лазурный цвет) (25 июня 2009 года)
- Toukou-bi (яп. 登校日) (20 августа 2010 года)